# マイク・ソーバー
マイク・ソーバー（Michael Steven Sorber、1971年5月14日 - ）は、アメリカ・セントルイス出身の元サッカー選手。プロ選手としてアメリカとメキシコでプレーし、アメリカ代表として1994 FIFAワールドカップにも出場した。

## 選手経歴

### クラブ
父親のピート・ソーバーが30年にも渡りセントルイス・コミュニティカレッジのフローリッサントキャンパスでサッカー指導をしていたため、セントルイス地域で生まれ育った。その30年の期間のうちに、ピートは10回に渡り全米短期大学体育大会を制していた。
父の指導のもと、マイクは将来有望な若手選手になっていった。彼はセント・トーマス・アクアイナス・マーシー高校のサッカー部で、1985年と1988年にミズーリ州の2つの選手権を制している。4年時には、彼のチームはグレート・ミッドウェスト連盟の表彰を受け、4年生のセントルイス南北対抗オールスターゲームにおいて北地区のMVPを獲得している。
1989年に高校を卒業した後、ソーバーは全米大学体育協会(NCAA)の選手として、セントルイス大学のサッカー部に属した。彼はビリケンズ(セントルイス大学の運動部はすべてビリケンズの相性を名乗っている)のNCAAトーナメントのベスト4に1991年に残り、ヘルマン杯決勝には1992年にその舞台に立った。セントルイス大学での彼の成績は13ゴール29アシストであった。1992年に大学サッカーのキャリアを終えるまで、勉学にも励み、1994年に卒業、専攻のコミュニケーション学と副専攻の刑事裁判学で学位を取得している。
1994 FIFAワールドカップに向けた代表チームとの2年契約を全うした後、ソーバーはメキシコ1部リーグのUNAMプーマスでプレーするために移籍をした。2シーズンをUNAMプーマスで過ごし、彼はメキシコでのオールスターゲームに出場した初めてのアメリカ人選手となった。
1996年、ソーバーは新しく設立されるリーグ、メジャーリーグサッカー(MLS)との契約にサインした。MLSはソーバーをカンザスシティ・ウィザーズに配したが、1997年1月に行われたメトロスターズのダミアン・シルヴェラとのトレードまでのわずか1年だけでのプレーにとどまった。
メトロスターズで3年間プレーしたが、プレーオフ進出は1998年のたった1度のみに終わった。2000年2月21日、メトロスターズは、ソーバーの放出を決定した。彼はニューイングランド・レボリューションへ加入したかったのだが、2000年シーズンの前にシカゴ・ファイアーへトレードとなり、2001年スーパードラフト会議でレボリューションが指名するというまでの約束だった。シカゴでは1年いたのみであったが、セントラル・ディビジョンのタイトルを獲得するのに大いに貢献し、同年のMLSカップの決勝にまで駒を進めることができた。MLS所属の5年間で通算9ゴール17アシスト、プレーオフにおいては5アシストを記録した。2001年2月に現役引退。

### 代表
ソーバーの代表初試合は1992年1月25日、CIS(独立国家共同体)チームとの敗戦試合だった。それから彼は67試合2ゴールを代表成績として残している。自国開催の1994年ワールドカップにも出場した。決勝トーナメントの後、代表監督であったボラ・ミルティノビッチはこう言っている。「ワールドカップを総括すると、ソーバーはおそらくMVPだろう。どう説明していいか、言葉に表しにくいが、彼は規律あるプレーと聡明さを併せ持っていた。」1998年のパラグアイ戦が彼の最後の代表試合となった。1998年ワールドカップの補欠メンバー入りしたが、結局は最終メンバーに残ることはなかった。

## 指導者経歴
現役引退後は母校であるセントルイス大学に戻り、ビリケンズのアシスタントコーチに就いた。その後、2007年5月に当時代表監督のボブ・ブラッドリーに指名を受けアメリカ代表チームのアシスタントコーチに就任。
2011年10月5日、MLSはリーグ拡大をし、新しくリーグ加盟するモントリオール・インパクトのアシスタントコーチに就任。2013年1月、ジョゼ・マーシュ監督の退任に際して、ソーバーとも2013年シーズンの契約を行わない旨を発表した。
2014年2月1日、MLSのフィラデルフィア・ユニオンとアシスタントコーチとして契約を交わした。